# Republica Muntenegru (1992-2006)
Republica Muntenegru (în sârbă Република Црна Гора / Republika Crna Gora) a fost un stat federal constituent al Republicii Federale Iugoslavia și ulterior al Serbiei și Muntenegrului între anii 1992 și 2006. Odată cu destrămarea Republicii Socialiste Federative Iugoslavia (RSFI), republicile Muntenegru și Serbia au fost de acord să formeze împreună un stat comun sub denumirea Republica Federală Iugoslavia (RFI) care s-a desprins de ideologia comunismului și au adoptat instituții democratice. Muntenegru a fost o republică constituentă a RFI și a statului succesor acestuia până în iunie 2006 când Muntenegru și-a declarat independența față de Serbia și Muntenegru în urma unui referendum. Declarația de independență a Muntenegrului a pus capăt existenței statului ex-iugoslav.

## Istorie

### Republica Federală Iugoslavia
La momentul formării RFI, Muntenegru se afla sub cârmuirea președintelui Momir Bulatović, fost membru al Partidului Comunist din Iugoslavia și un aliat al președintelui sârb Slobodan Milošević. Bulatović a reușit să ajungă la putere în urma producerii revoluției antibirocratice. Spre finalul existenței RSFI, Bulatović a sprijinit cererile lui Milošević de creare a unui sistem „un om - un vot” în cadrul congresului partidului comunist ceea ce le permitea sârbilor să obțină o majoritate. Acest fapt a favorizat prăbușirea Partidului Comunist și mai târziu a RSFI. Odată cu declanșarea asediului asupra orașul Dubrovnik, Bulatović începuse să se distanțeze de politicile dictate de Belgrad și a fost influențat de promisiunea unui pachet generos ajutor din partea Comunității Europene (CE) și asigurări în special din partea Italiei că va sprijini independența Muntenegrului dacă va decide să urmeze această cale. După ce a declarat că va semna planul de pace Carrington (care prevedea secesiunea tuturor republicilor iugoslave), a fost declanșată o campanie de intimidare și o serie de acuzații din partea mass-mediei că Bulatović este un trădător iar în urma lor acesta s-a conformat să renunțe. La 1 martie 1992, s-a desfășurat un referendum pentru suveranitatea Muntenegrului și în urma căruia 96% din votanți au fost de acord să mențină uniunea cu Serbia. La 2 aprilie, capitala Titograd (care a fost numită în onoarea fostului președinte iugoslav Iosip Broz Tito) a fost redenumită în Podgorița. La 29 decembrie 1993 a fost adoptat un nou drapel format din trei dungi orizontale în culorile roșu deasupra, albastru deschis la mijloc și alb dedesubt ca să se distingă celelalte două drapele anterioare. Acesta a fost menținut până în 2004.
Continuarea uniunii Muntenegrului cu Serbia a asigurat legitimitatea de a continua existența unui stat iugoslav, fiind important pentru Serbia întrucât i-ar fi oferit dreptul de a pretinde teritorii din fosta federație locuite de sârbii din Bosnia și Herțegovina și Croația. Muntenegru avea acces maritim, ceea ce i-a oferit Serbiei posibilitatea de a nu rămâne fără ieșire la mare și a permis existența unei flote navale (atât comercială cât și militară). De-a lungul timpului, natura dominatoare a președintelui Milošević și a aliaților săi din cadrul federației i-a determinat pe muntenegrenii să se orienteze către independență, iar în același timp o se dorea tot mai mult o schimbare a regimului iar opoziția devenea tot mai dominatoare în Serbia. Tensiunile cu Serbia cu privire la politica economică au determinat autoritățile din Muntenegru să adopte marca germană în 1996, urmând să fie adoptată moneda unică europeană de îndată ce Comunitatea Europeană o oficializa. După demisia lui Bulatović din funcția de președinte muntenegrean în 1998, Milo Đukanović l-a înlocuit și s-a opus lui Milošević (președinte iugoslav) și a orientat parcursul Muntenegrului spre independență.

### Confederație și independență
La 6 august 1999, Muntenegru a elaborat un plan în care Iugoslavia să fie înlocuită de „Asociația Statelor Serbiei și Muntenegrului”, care prevedea să acorde printre altele și autonomie Muntenegrului asupra ministerului său de externe, monedei și armatei pentru o eventuală secesiune. Administrația condusă la vremea respectivă de Bill Clinton s-a arătat în favoarea acestui plan însă le-a propus sugerat să rămână în continuare în cadrul Iugoslaviei. La 14 martie 2002, a fost semnat un acord intermediat de Uniunea Europeană între cele două republici care a permis să fie o federație liberă între Serbia și Muntenegru, bazată pe politici externe și de apărare comune. Acordul prevedea printre altele ca fiecare entitate să aibă propria economie, servicii vamale separate și valute diferite, Muntenegru adoptând în ianuarie 2002 noua monedă, euro. În februarie 2003, cele două republici au format o confederație cu mai multă autonomie pentru fiecare și au adoptat un nou nume cunoscut sub denumirea Serbia și Muntenegru iar guvernului central îi revenea sarcina de a conduce domeniile de apărare, de afaceri externe, politici economice externe, relații economice interne și protejare a drepturilor omului. La 21 mai 2006, în Muntenegru s-a desfășurat un referendum pe tema independenței republicii iar 55% dintre votanți au fost în favoarea acesteia. Muntenegru și-a declarat independența la 3 iunie 2006, în urma căreia Serbia și-a declarat independența la rândul ei și punând capăt ultimei rămășițe a fostei Iugoslavii.